# نباض ميلي ثانية
نباض ميلي ثانية (بالإنجليزية: millisecond pulsar) واختصارا (MSP) هو نباض لة فترة دوران في نطاق حوالي 1-10 ميلي ثانية. تم الكشف عن نبضات الميلي ثانية في الأجزاء الراديوية، وأشعة السينية، وأشعة غاما من الطيف الكهرومغناطيسي.
النظرية الرائدة عن أصل نبضات ملي ثانية هي أنها نجوم نيترونية قديمة، سريعة الدوران نسجت أو «المعاد تدويرها» من خلال تراكم المادة من النجم الرفيق في نظام ثنائي وثيق.
لهذا السبب، نبضات الميلي ثانية تسمى أحيانا  'النابضات المعاد تدويرها' .

التجمع النجمي تيرزان 5

تم العثور على العديد من نبضات الميلي ثانية في المجموعات النجمية الكروية. وهذا يتفق مع النظرية التي تدعم تكوينها، حيث أن الكثافة النجمية العالية للغاية لهذه المجموعات تعني احتمالا أعلى بكثير من وجود نباض يستولي على نجم رفيق عملاق. حاليا هناك ما يقرب من 130 نجم من نبضات الميلي ثانية المعروفة في العناقيد الكروية.
المجموعة العنقودية تيرزان 5 وحدها تحتوي على 33 من هذه النوع.

## روابط خارجية
- "Pinning Down a Pulsar's Age". أخبار العلوم.
- "How Millisecond Pulsars Spin So Fast". الكون اليوم.
- "Fast-Spinning Star Could Test Gravitational Waves". New Scientist.
- "Astronomical whirling dervishes hide their age well". علم الفلك الآن.
- Audio: Cain/Gay - Pulsars 'أسترونومي كاست' '- نوفمبر 2009 - Nov 2009.